# Krokodilschluss
Der Krokodilschluss ist ein antikes dialektisches Dilemma, das sich auf eine fiktive Unterredung zwischen einem Krokodil und einer Mutter bezieht. Das Krokodil hat der Mutter ein Kind geraubt. Nach der Aufforderung der Mutter, das Kind zurückzugeben, verspricht das Krokodil, dann und nur dann das Kind zurückzugeben, wenn die Mutter die Wahrheit sagt, was es mit dem Kind tun wird.

## Inhalt
Die Mutter soll auf diese Weise einem Fangschluss unterliegen. Antwortet sie nämlich, das Krokodil werde das Kind zurückgeben, so wird sie gemäß der Logik des ihr gemachten Vorschlags mit größter Sicherheit ihr Kind verlieren, da das Krokodil ja als Räuber des Kindes ein Interesse daran hat, das Kind zu behalten.
Antwortet sie aber, dass das Krokodil entsprechend diesem ihm unterstellten Interesse das Kind nicht zurückgibt, so bringt sie damit das Krokodil in eine argumentative Zwickmühle. Wenn das Krokodil das Kind behält, so verstößt es gegen sein eigenes Wort. Das Krokodil kann also nur noch antworten, dass es sich nicht an sein Wort gebunden fühlt, da die Mutter durch ihre Antwort ja selbst die logische Möglichkeit der Rückgabe ausgeschlossen hat. Die Mutter kann ihr Kind also nur vertragsgemäß weiter zurückfordern.

## Folgerung
Das Erraten eines zukünftigen Handelns, das selbst von diesem Erratenen abhängig sein soll, ist an sich unsinnig.